# Tagamanent (Mallorca)

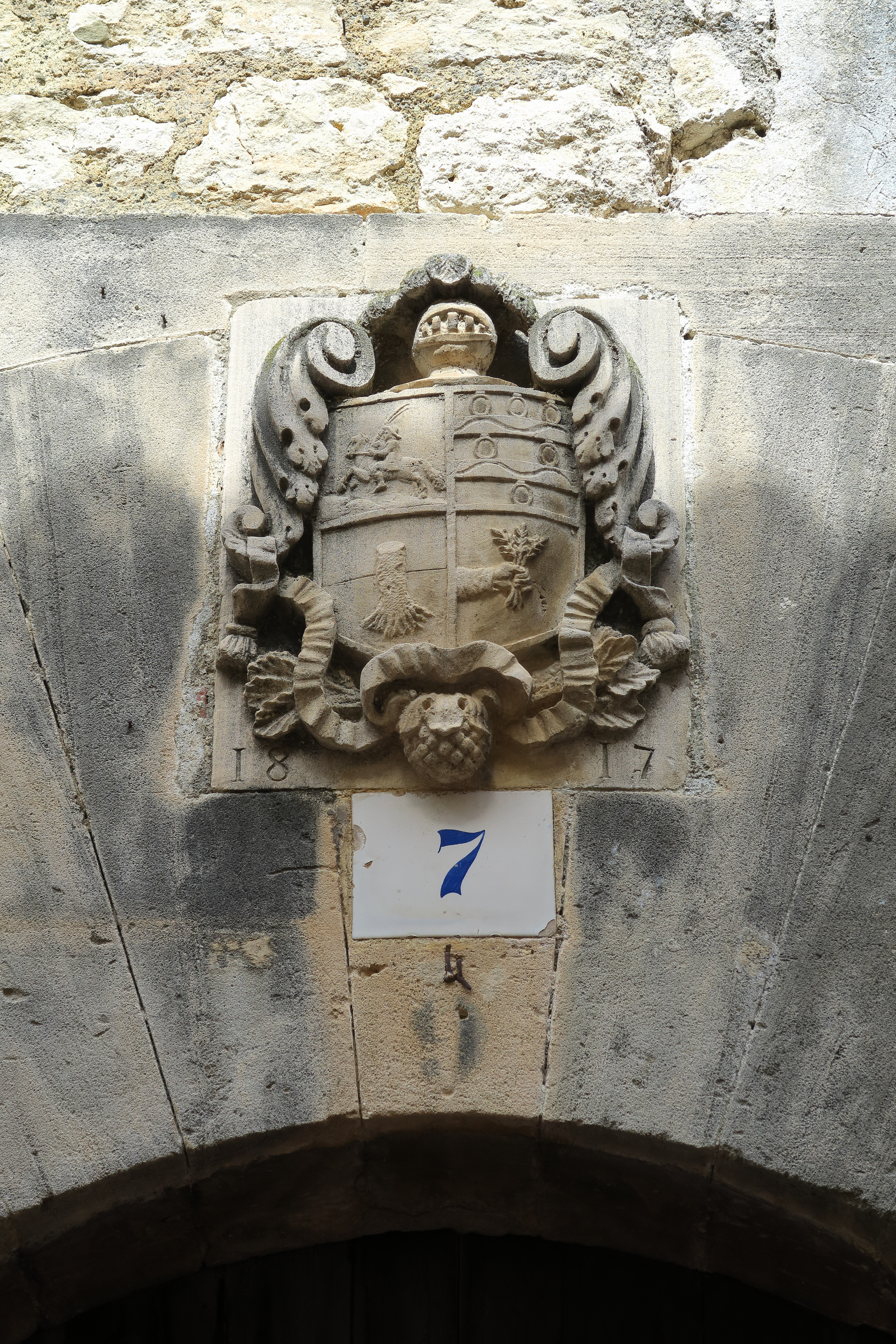
Escut (1817) de la posada de Can Socies de Tagamanent. D'esquerra a dreta i de dalt a baix: Socies, Miralles, Bosc i Fiol.

Tagamanent o Can Socies de Tagamanent és una possessió de Mallorca situada al terme de Montuïri entre els nuclis de Montuïri i Sant Joan.
Sembla que el 1343 era propietat de Galceran de Togores i s'ha documentat que l'any 1512 pertanyia a Miquel Miralles de Tagamanent. A partir de 1523 els Miralles entronquen amb la família Socies de Torretxí i la nova línia propietària passa a ser Socies de Tagamanent. Els Socies eren una família de blanquers enriquits que s'establiren amb casa pairal a Montuïri. A les darreries del segle xix s'acabà la línia masculina de la família i pel matrimoni entre Joana Aina Socies de Tagamanent Miralles amb Joan Bibiloni Llabrés canvià de mans. A partir de llavors i fins a l'actualitat la possessió és propietat de la família Bibiloni de Tagamanent.
Actualment s'ha reconvertit la possessió com a lloc d'esdeveniments diversos.
La seva posada es troba al número 7 del carrer Major de Montuïri.

## Tradicions
Una tradició popular prova d'explicar el perquè Tagamanent forma part del terme de Montuïri i no del de Sant Joan si la distància entre les dues viles és semblant. Segons una llegenda un propietari de la possessió a punt de morir o greument malalt manà anar a buscar un metge (altres versions conten un capellà) als dos pobles. El que partí de Montuïri arribà primer a les cases i per això el propietari volgué que les seves terres fessin part d'aquell terme municipal.